# Джеймс, Пол (регбист)
Пол Джеймс (англ. Paul James, родился 13 мая 1982 в Ните) — валлийский регбист, проп.

## Карьера

### Клубная
В прошлом выступал за команды «Нит» и «Оспрейз», с последней в 2012 году выиграл чемпионат Про12. По окончании сезона 2011/2012 подписал контракт с английским клубом «Бат».

### В сборной
Дебютировал в сборной 27 августа 2003 в матче против Румынии. После долгого перерыва был призван в ноябре 2009 года перед матчем против Новой Зеландии, который состоялся 7 ноября. Участник чемпионата мира 2011 года, занял 4-е место со сборной Уэльса.